# Za dveřmi
Za dveřmi je divadelní hra Barbory Hančilové. Poprvé ji uvedlo Divadlo na Vinohradech v režii Barbory Maškové 31. května 2019 na studiové scéně.

## Obsah

### Postavy
- Anna
- Slávek, manžel Anny
- David, bývalý přítel Anny
- Bětka, matka Anny
- Týna, sestra Bětky
- Josef, otec Bětky a Týny

### Děj
Historie tří generací rodiny v jednom domě se odehrává na pozadí velkých společenských změn 20. století. Do Josefova domu se po německé okupaci i komunistickém převratu nastěhují nájemníci. Mezi jeho dcerami Bětkou a Týnou se rozhoří spor, který po mnoha letech rozplétá Bětčina dcera Anna. Ta bydlí v domě se svým manželem Slávkem. Mezi nájemníky se jednoho dne objeví i Annin bývalý přítel David.

## České divadelní inscenace
- 2019  Za dveřmi, Divadlo na Vinohradech (studiová scéna), režie: Barbora Mašková, hrají: Jana Kotrbatá, Ondřej Kraus, Daniel Bambas, Tereza Císařová, Andrea Elsnerová, Pavel Rímský